# Cluster Beowulf
Pour les articles homonymes, voir Beowulf (homonymie).
Un cluster Beowulf est une grille de calcul homogène dont les composants sont des PC bon marché. Le nom Beowulf est celui d'une épopée médiévale anglo-saxonne. Il renvoie à un ordinateur construit en 1994 par Thomas Sterling (en) et Donald Becker (en) à la NASA.
Ce système est maintenant couramment utilisé dans des applications nécessitant beaucoup de calculs.
Généralement les ordinateurs fonctionnent sous GNU-Linux ou d'autres systèmes d'exploitation libres.
Un cluster Beowulf n'implique pas l'usage de logiciels particuliers, seule l'architecture des systèmes est définie. Des bibliothèques (telles MPI ou PVM) sont cependant généralement utilisées pour tirer parti du système en distribuant des tâches aux nœuds et en récupérant les résultats des calculs effectués sur ceux-ci.

## Développement

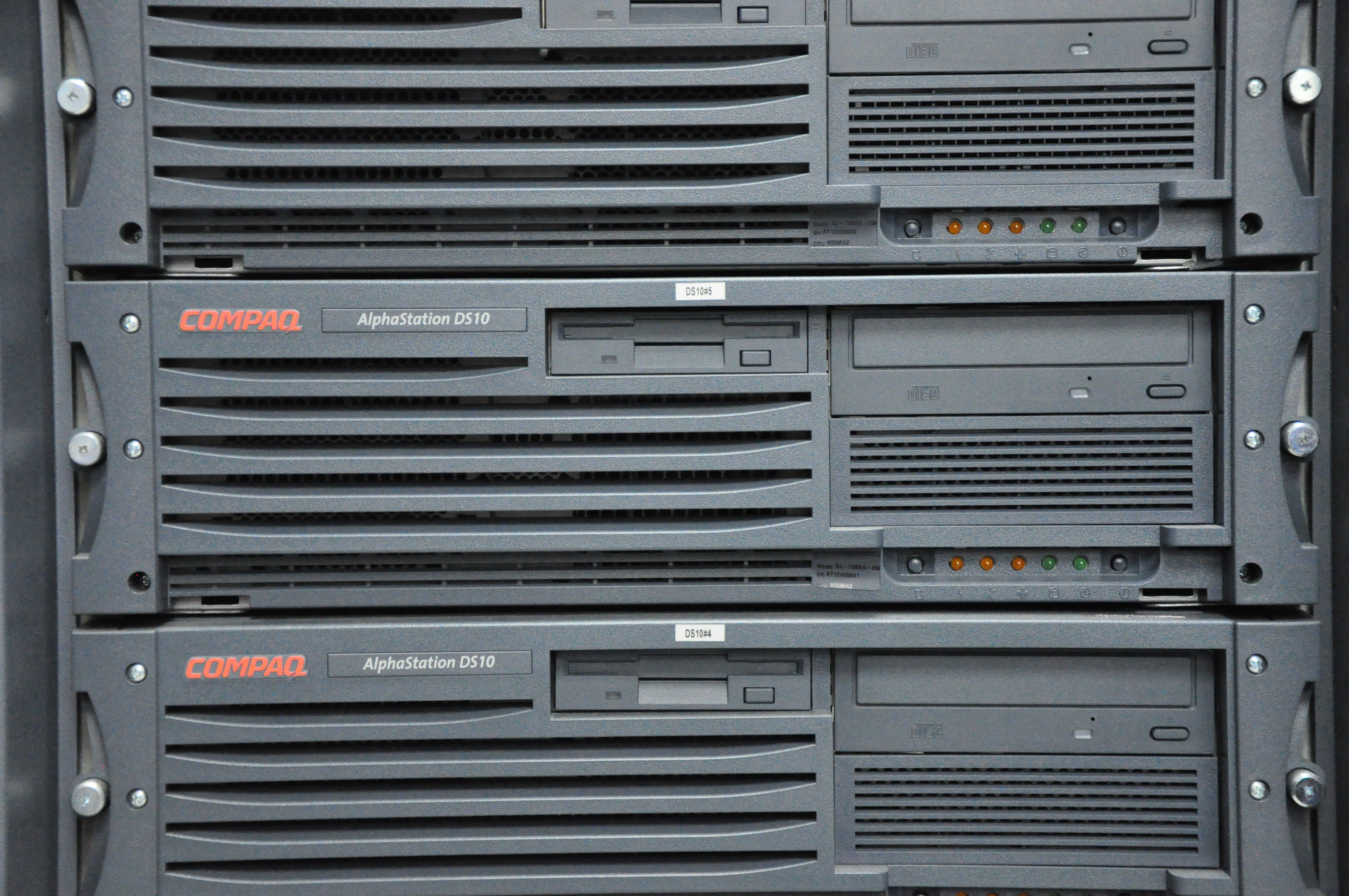
Détail du premier cluster Beowulf au Centro Nacional de Supercomputación de Barcelone.